# Hirten
Hirten là một đô thị thuộc thuộc huyện Mayen-Koblenz, phía tây nước Đức. Đô thị Hirten có diện tích 2,51 km², dân số thời điểm ngày 31 tháng 12 năm 2006 là 270 người.